# فرهنگ گالو رومی

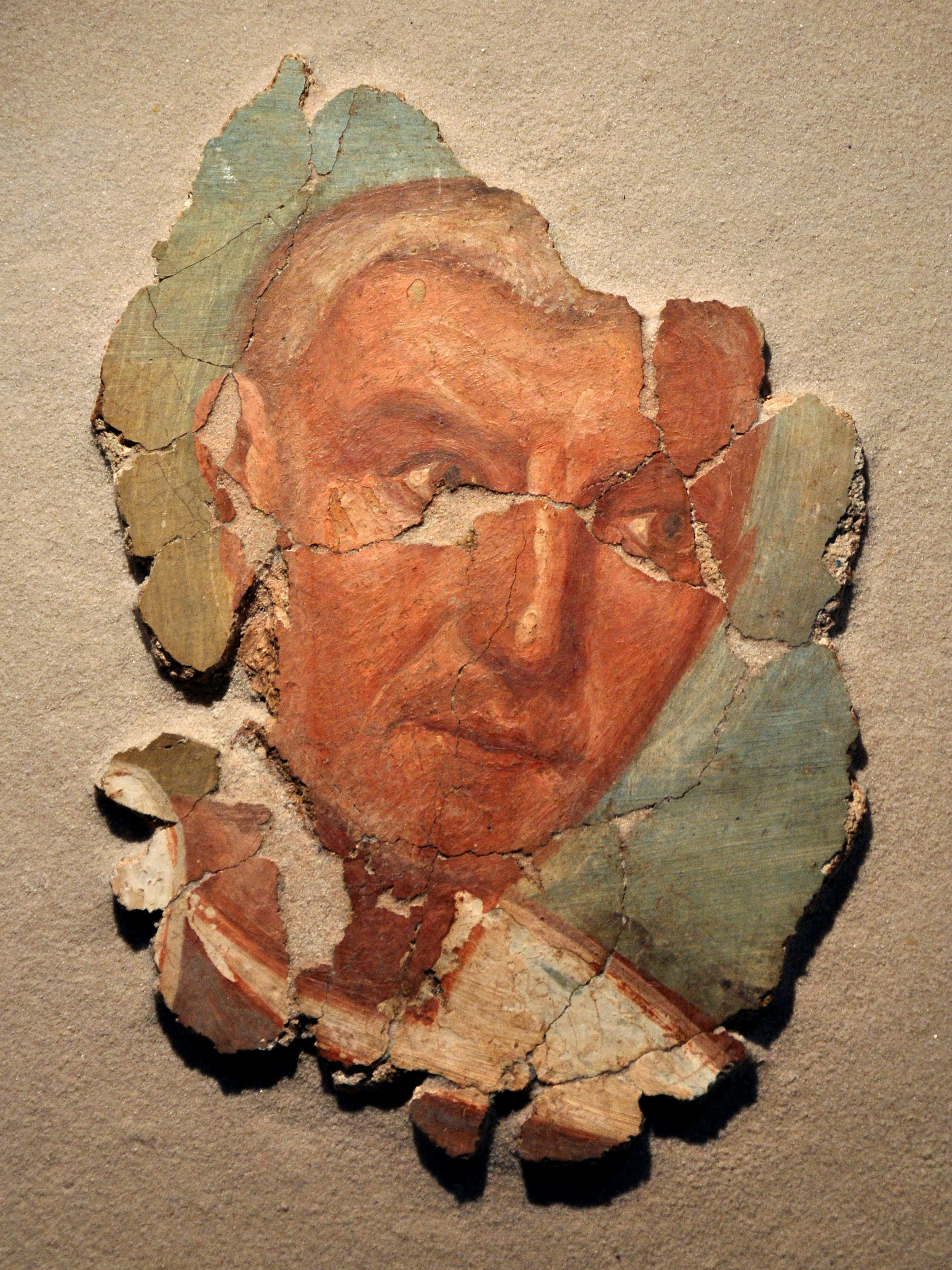
قطعه دیوار با نقاشی دیواری یک مرد رومی گالو، از اوروکس، ۲۵۰–۲۷۵ پس از میلاد

فرهنگ گالو رومی (انگلیسی: Gallo-Roman culture) نتیجه رومی‌سازی گال‌ها (فرانسه) تحت حکومت امپراتوری روم بود. با پذیرش یا اقتباس گالی از فرهنگ، زبان، اخلاق و شیوه زندگی رومی و فرهنگ روم باستان در زمینه منحصر به فرد گالی مشخص شد. آمیختگی به خوبی مطالعه شده فرهنگ‌ها در گال (سرزمین) به مورخان الگویی می‌دهد که با آن می‌توانند تحولات موازی رومی‌سازی را در دیگر استان‌های روم کمتر مورد شده را تحت مطالعه قرار دهند.